# Bastián Ubal
Bastián Ignacio Ubal Peña (* 29. Januar 2002 in Puente Alto) ist ein chilenischer Fußballspieler auf der Position des Abwehrspielers.

## Karriere

### Verein
Bastián Ubal kam 2011 im Alter von neun Jahren zu CF Universidad de Chile. 2021 unterschrieb der Verteidiger einen Profivertrag und debütierte im März 2021 in der Copa Libertadores aufgrund der Ausfälle durch die Quarantäne-Bedingungen der COVID-19-Pandemie. Danach absolvierte Ubal nur noch ein einziges Ligaspiel für La U und wurde 2023 an CD Santiago Morning verliehen, um Spielpraxis zu sammeln. Im Januar 2024 schloss sich der Defensivspieler dem AC Barnechea an.

### Nationalmannschaft
Bastián Ubal wurde 2019 in den Kader der U-17-Nationalmannschaft für die Südamerikameisterschaft nominiert. Chile gelangte als Gruppenzweiter in die Finalrunde, wo das Team Vize-Südamerikameister wurde. Ubal absolvierte zwei Turnierpartien.